# Río San Juan (Perú)
El río San Juan es un río de la vertiente del Océano Pacífico ubicado en la zona central del Perú. Nace en las alturas de la Cordillera de los Andes del departamento de Huancavelica y desemboca en el océano formando un amplio valle irrrigado en medio del Desierto costero peruano, en este valle se ubica la ciudad de Chincha Alta.